# Nuraghe Curzu
Il nuraghe Curzu (in italiano: Nuraghe corto) o Nuraghe sa Rocca, è ubicato in territorio di Siligo all'interno del Parco archeologico di Mesumundu a pochi metri dal riu Mannu e poco distante dalla Strada Statale 131.

## Descrizione
Si tratta di un nuraghe bilobato, l'edificio è in stato di rudere. In base alle strutture affioranti, il diametro della pianta della torre principale è stato valutato per una misura all'incirca di 9 metri.  
In epoca post Grande Scisma, intorno al 1063-66, l'icnografia della Chiesa di Nostra Signora di Mesumundu fu trasformata da pianta a croce greca a pianta a croce latina e dal nuraghe furono asportati diversi conci di basalto che vennero inseriti nella struttura della chiesa.